# آلبرت شره
آلبرت شره (فرانسوی: Albert Scherrer‎؛ زادهٔ ۲۸ فوریهٔ ۱۹۰۸ در ریان، درگذشتهٔ ۵ ژوئیهٔ ۱۹۸۶ در بازل) رانندهٔ مسابقات اتومبیل‌رانی فرمول یک اهل سوئیس بود که در فصل ۱۹۵۳ در مجموع در یک گراند پری شرکت کرد، اما موفق به کسب هیچ امتیازی نشد.
شره در ۵ ژوئیهٔ ۱۹۸۶ در بازل درگذشت.